# Diomedova otoka
Diomedova otoka (rusko Острова Диомида, latinizirano: Ostrova Diomida; angleško Diomede Islands) ležita med Azijo in Severno Ameriko v osrednjem delu Beringovega preliva, ki povezuje Čukotsko morje na severu z Beringovim morjem in Tihim oceanom na jugu. Otoka sta oddaljena približno 35 kilometrov od Čukotskega polotoka na zahodu in Aljaske oziroma Sewardovega polotoka na vzhodu. Razdalja med otokoma znaša 3,8 kilometra.
Večji zahodni otok pripada Rusiji kot del Čukotskega avtonomnega okrožja. V Rusiji je znan kot Ratmanovov otok (rusko Остров Ратманова, latinizirano: Ostrov Ratmanova). Obsega površino 29 km2 in nima stalnih prebivalcev. Ker leži vzhodno od najbolj vzhodne celinske točke Rusije na Dežnjovovem rtu, je ta otok splošno najbolj vzhodni del ruskega ozemlja. Na njem se nahaja tudi hrib Kriša, ki je z višino 505 metrov najvišji vrh otokov.
Manjši vzhodni otok pripada Združenim državam Amerike kot del zvezne države Aljaska. V Rusiji je bil v preteklosti znan kot Kruzenšternov otok (rusko Остров Крузенштерна, latinizirano: Ostrov Kruzenšterna). Obsega površino 7,4 km2, medtem ko v edinem naselju živi približno 115 ljudi, večinoma pripadnikov staroselskega ljudstva Inupiat.
Med otokoma poteka mednarodna datumska meja. Zahodni otok leži v časovnem pasu UTC+12:00, vzhodni pa v časovnem pasu UTC−09:00 pozimi oziroma UTC−08:00 poleti, kar pomeni, da je časovna razlika med njima 21 ur pozimi oziroma 20 ur poleti.
Majhen skalnati otok Fairway Rock, ki leži 9,3 kilometra jugovzhodno od Diomedovih otokov in pripada Združenim državam Amerike, večinoma ni obravnavan kot del otočja.
Prvi Evropejec, ki je preplul Beringov preliv, je bil leta 1648 ruski pomorščak Semjon Ivanovič Dežnjov. V svojem poročilu, ki ni bilo znano do leta 1736, je opisal dva otoka s prebivalci, ki so imeli okrase na ustnicah, čeprav ni jasno, ali sta bila ta otoka Diomedova. Do otokov je 16. avgusta 1728 po julijanskem koledarju priplul danski pomorščak Vitus Bering, takrat na čelu ruske ekspedicije. Ker je 16. avgust v Ruski pravoslavni cerkvi dan svetega Diomeda, sta bila otoka poimenovana po njem. Zemljepisno širino in dolžino otokov je leta 1732 ugotovil ruski geodet Mihail Gvozdev, zaradi česar se v Rusiji imenujeta tudi Gvozdevova otoka (rusko Острова Гвоздева, Ostrova Gvozdeva).